# Диск Беллуццо
Диск Беллуццо (или Диск Белонце) —  выдуманный летательный аппарат дисковидной формы, предположительно созданный немецкими учёными (в частности, Виктору Шаубергеру приписывают создание так называемого вихревого двигателя, который будто бы использовался в диске) в конце Второй мировой войны. Достоверных свидетельств существования нет.
По легенде, аппарат мог перемещаться со скоростью 4 Маха и выполнять в небе развороты любой сложности. Однако это невозможно для известных на то время летательных аппаратов и не соответствует уровню известных технологий тех лет. Во всех описаниях этой легенды говорится, что сам аппарат и вся техническая документация были уничтожены создателями буквально за сутки до взятия места базирования «блюдца» советскими войсками (в других источниках — за несколько месяцев до конца войны).

## Фильмография
- «Разведчики. Последний бой» — российский телевизионный сериал, снятый в 2008 году. Ситуация с секретным немецким диском является сюжетом нескольких серий.
- «Древние пришельцы. Пришельцы и Третий Рейх» (Aliens and the Third Reich) — научно-популярный фильм, снятый в 2010 г.
- «НЛО Третьего Рейха» — документальный фильм телеканала Россия 1.